# Caesarea (Mauretánie)
Diecéze Caesarea v Mauretánii (lat. Dioecesis Caesariensis in Mauretania) je římskokatolická titulární diecéze, původně zřízená jako sídelní před rokem 300 ve městě Caesarea v někdejší římské provincii Mauretania Caesariensis. Titulárním biskupským městem je Cherchell, který stojí na ruinách starověké Caesaree v Alžírsku. V raně křesťanském období se jednalo o sídelní biskupství až do 8. století. Od roku 1656 je užíváno jako titulární. Od roku 2011 je titulárním arcibiskupem pro hac vice Mons. Marek Solczyński.

## Historie
Biskupský stolec byl v Caesareji založen v raně křesťanských dobách asi před rokem 300. Patrně se jednalo o metropolitní arcidiecézi, jejíž sufragánním biskupstvím byla Synnada. První písemně doložený sídelní biskup caesarejský je Fortunatus, který se zúčastnil arleské synody v roce 314. 
Město se stalo centrem pro donatisty, jejichž učení odsoudila synoda v Arles a prvním nikajským koncilem v roce 325. Ve městě se roku 411 sešel kartagijský koncil. Dokumenty Notitiae Episcopatuum z 8. století biskupství v Caesareji ještě uvádí.
O dalších ordinářích nejsou dochované písemné záznamy. Jako titulární biskupství byl caesarejský stolec obnoven v první polovině 17. století. Někteří titulární biskupové z Caesareje v Mauretánii obdrželi pro hac vice titul ve formě arcibiskup caesarejský. Od roku 2011 je biskupství též s arcibiskupem Solczyńskim pro hac vice povýšeno na arcibiskupství.

## Galerie

Provincie Mauretania Caesariensis na mapě římské říše
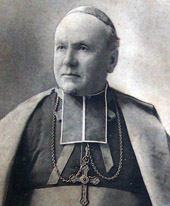
Mons. Cézerac, titulární arcibiskup v r. 1918 (s dobovým kolárkem ve formě kazatelských tabulek)
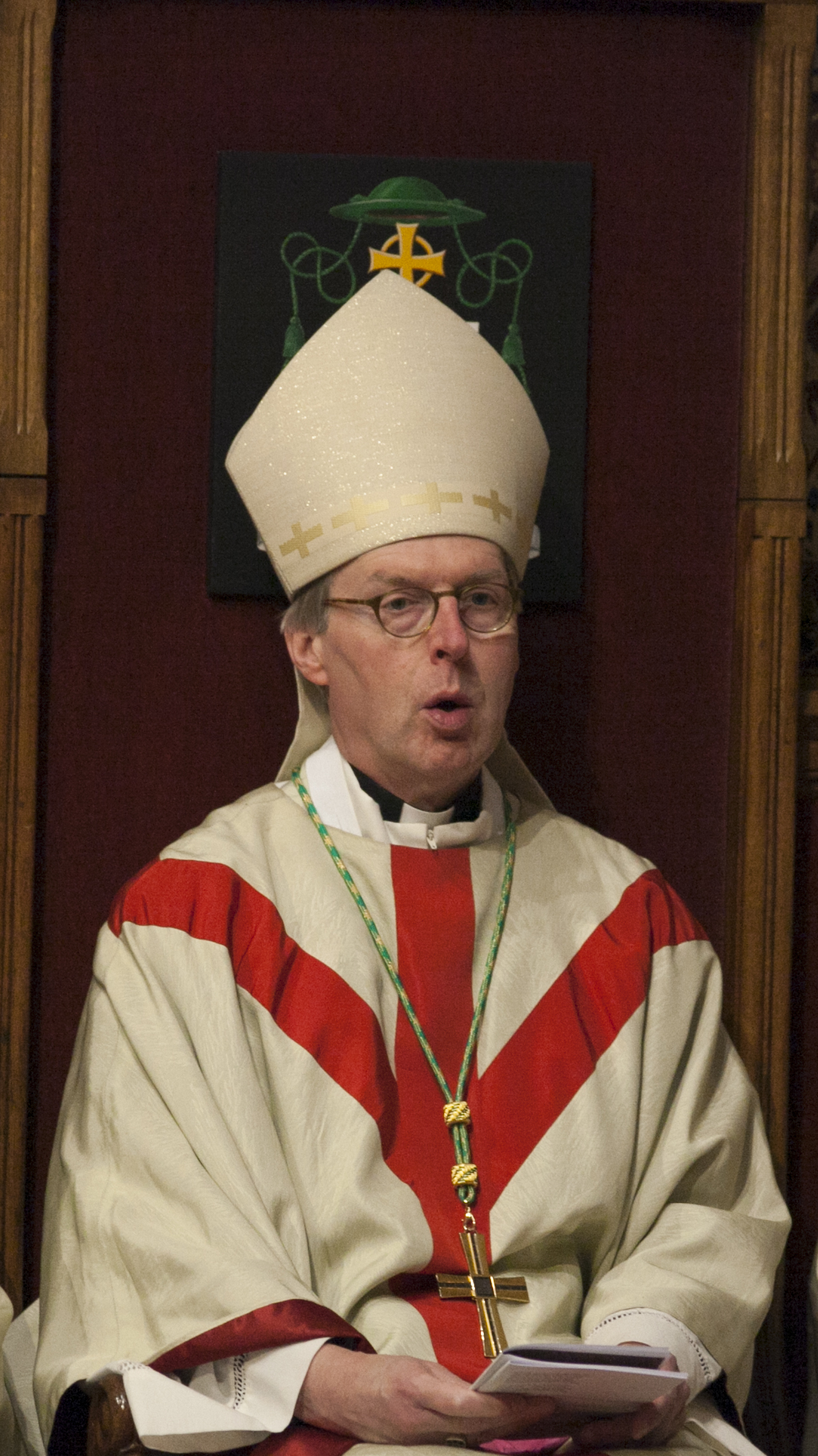
Mons. de Corte během mše, titulární biskup v letech 2001–2008